# 천주교 의정부교구
천주교 의정부교구(天主敎議政府敎區，라틴어: Dioecesis Uiiongbuensis)는 2004년 6월 24일에 대한민국 천주교 서울대교구의 관할 중 경기도 북부지역 8개 시·군을 분할하여 설정된 로마 가톨릭교회의 교구이다. 현재 교구장은 손희송(베네딕토) 주교이다.

## 연혁
- 2004년 6월 24일 교황청 교령으로 서울대교구에서 분가
- 2004년 9월 24일 법인 설립 (55개 성당)
- 2004년 10월 5일 종교법인 등기
- 2004년 10월 11일 초대교구장 이한택 요셉 주교 착좌
- 2005년 4월 2일 하늘의 문(납골당) 축복식
- 2005년 4월 10일 갈곡리 공소 성전건립 50주년 기념 미사
- 2005년 5월 26일 가좌동, 금촌2동 성당 신설
- 2005년 7월 14일 소아암 환아 돕기 콘서트
- 2005년 11월 24일 광적 성당 신설
- 2005년 11월 24일 동두천 성당· 송내동 성당, 동두천 성당으로 통합
- 2005년 12월 5일 이사응 안토니오 신부 은퇴 미사
- 2006년 8월 31일 풍동 성당 신설
- 2006년 11월 16일 수동 성당 신설
- 2007년 9월 11일 순교자 공경위원회 신설
- 2008년 8월 28일 화전마을 성당 신설
- 2008년 9월 9일 의정부교구 청년성서모임 신설
- 2008년 10월 13일 제4회 연천 성당 국화축제
- 2008년 11월 20일 갈곡리(칠울) 강당 축복식
- 2008년 11월 26일 중산 성당 성전봉헌 미사
- 2009년 9월 8일 광릉, 고읍동, 송내동, 관산동, 광탄, 교하 성당 신설
- 2009년 10월 10일 제5회 연천 성당 국화축제
- 2009년 10월 25일 제2회 구리시 다문화 축제 "아내의 나라, 엄마의 나라"
- 2010년 3월 15일 의정부교구 군종후원회
- 2010년 4월 26일 초대교구장 이한택 요셉 주교 퇴임 감사미사
- 2010년 5월 4일 이기헌 베드로 주교 착좌
- 2010년 8월 12~16일 제2회 한국청년대회(KYD) 의정부교구 개최
- 2010년 9월 28일 성직자실 신설
- 2010년 9월 28일 지구장 본당 지정(1지구: 덕소, 2지구: 지금동, 3지구: 신곡1동, 4지구: 덕정, 5지구: 화정동, 6지구: 백석동, 7지구: 일산, 8지구: 금촌)
- 2010년 9월 28일 식사동, 야당맑은연못, 지축동요한 성당 신설
- 2010년 9월 28일 송추 공소에서 송추 준본당으로 승격
- 2010년 10월 8일 제6회 연천 성당 국화축제
- 2011년 6월 8일 한반도 평화기원 미사
- 2011년 7월 1일 여성긴급전화 1366 경기북부 센터 개소
- 2011년 8월 29일 의정부교구 사회교리학교 개설
- 2011년 9월 2일 제1회 U-festival
- 2011년 9월 6일 덕계동 성당 신설
- 2011년 10월 7일 제7회 연천 성당 국화축제
- 2011년 10월 11일 의정부교구 이주민축제
- 2012년 2월 16일 교구청사 신축 기공식
- 2012년 2월 21일 마재성지 성당 신설
- 2012년 2월 21일 정의평화위원회 신설
- 2012년 3월 18일 호원동 성당 성전봉헌식
- 2012년 4월 16일 제2기 의정부교구 사회교리학교 (4/16~7/16)
- 2012년 8월 25일 고읍동 성당 성전봉헌식
- 2012년 9월 4일 이주사목 특성화 본당 지정(1지구: 천마, 2지구: 구리, 진접, 토평동 3지구: 녹양동 4지구: 광적, 동두천, 8지구: 금촌, 봉일천)
- 2012년 9월 24일 제2회 U-Festival
- 2012년 10월 12일 한반도 평화통일 기원의 밤(평화통일기원 묵주기도 7,000만단 봉헌)
- 2012년 11월 9일 교구청사 축복식
- 2013년 2월 6일 의정부교구 법원 임시 개소-사법대리, 부사법대리 임명
- 2019년 : 갈곡리공소 - 갈곡리성당으로 승격
- 2020년 2월 6일: 다산, 목동동, 옥정성당 신설

## 역대 교구장
- 1대 이한택(요셉) 주교 (2004년 6월 24일 ~ 2010년 5월 4일)
- 2대 이기헌(베드로) 주교 (2010년 5월 4일 ~ 2024년 5월 2일)
- 3대 손희송(베네딕토) 주교 (2024년 5월 2일 ~ 현재)

## 지구장 신부
- 1지구장: 원동일 신부 (남양주시 와부읍, 진건읍, 화도읍, 수동면, 조안면, 금곡동, 평내동, 호평동)
- 2지구장: 한만옥 신부 (구리시, 남양주시 오남읍, 진접읍, 퇴계원읍, 별내동, 양정동, 다산2동)
- 3지구장: 신기배 신부 (남양주시 별내면, 의정부시, 양주시 양주1동 일부(남방동, 어둔동), 장흥면)
- 4지구장: 김영철 신부 (동두천시, 양주시(양주1동 일부, 장흥면 제외), 연천군(미산면, 백학면, 장남면 제외))
- 5지구장: 정성훈 신부 (고양시 덕양구, 일산동구 일부(벽제지역 - 문봉동, 사리현동, 지영동))
- 6지구장: 이은형 신부 (고양시 일산동구)
- 7지구장: 용하진 신부 (고양시 일산서구)
- 8지구장: 홍승권 신부 (파주시, 고양시 일산서구 일부(덕이동 하이파크 시티 지역), 연천군 일부(미산면, 백학면, 장남면))

## 지구장 및 관할 본당
| 지구별 | 지구장본당 | 관할구역                 | 관할본당                                                                                                |
| ------ | ---------- | ------------------------ | --- |
| 1지구  | 평내       | 남양주시                 | 금곡, 덕소, 마석, 마재성지, 수동, 진건, 창현, 천마, 호평동                                              |
| 2지구  | 지금동     | 구리시, 남양주시         | 갈매동, 광릉, 구리, 다산, 별내, 오남, 인창동, 진접, 토평동, 퇴계원                                      |
| 3지구  | 호원동     | 의정부, 남양주시, 양주시 | 녹양동, 민락동, 송산, 송추, 신곡1동, 신곡2동, 양주순교성지, 용현동, 의정부1동, 청학                     |
| 4지구  | 덕정       | 양주시, 동두천시, 연천군 | 고읍동, 광적, 덕계동, 동두천, 상리, 송내동, 신암리, 양주2동, 양주백석, 연천, 옥정, 전곡                 |
| 5지구  | 화정동     | 고양시 덕양구            | 고양동, 관산동, 능곡, 도래울, 신원동, 원당, 원흥동, 지축동 요한, 행신1동, 행신2동, 행주, 화전마을       |
| 6지구  | 백석동     | 고양시 일산동구          | 마두동, 식사동, 정발산, 중산, 풍동                                                                      |
| 7지구  | 일산       | 고양시 일산서구          | 가좌동, 대화동, 대화마을, 주엽동, 탄현동, 후곡                                                          |
| 8지구  | 교하       | 파주시                   | 갈곡리, 광탄, 금촌, 금촌2동, 목동동, 문산, 법원리, 봉일천, 야당맑은연못, 운정, 적성, 참회와 속죄의 성당 |

## 관할 구역
- 고양시, 구리시, 남양주시, 동두천시, 양주시, 연천군, 의정부시, 파주시, 개성시, 개풍군, 장단군

## 교육기관
유치원/어린이집
- 의정부시
  - 성모유치원 (의정부성당 운영)
- 고양시
  - 능곡성당유치원 (능곡성당 운영)
  - 성모유치원 (일산성당 운영)
  - 성 바오로 유치원 (행신1동성당 운영)
  - 성가정 유치원 (행신2동성당 운영)
  - 바다의 별 어린이집 (원죄없으신 마리아 교육선교수녀회 운영)
  - 일산 성모어린이집 (예수수도회 운영)
- 남양주시
  - 성심어린이집 (금곡성당 운영)
- 동두천시
  - 효성유치원 (동두천성당 운영)
- 파주시
  - 소화유치원 (법원리성당 운영)
- 연천군
  - 성요셉어린이집 (카리타스수녀회 운영)

## 의료기관
- 가톨릭대학교 의정부성모병원